# SN 2010aw
SN 2010aw – supernowa typu II odkryta 19 marca 2010 roku w galaktyce UGC 10781. W momencie odkrycia miała maksymalną jasność 18,30m.